# رعشه (فیلم ۲۰۱۱)
رعشه یا لرزش (به انگلیسی: Tremor) فیلمی هندی محصول سال ۲۰۱۱ و به کارگردانی آجی بویان است. در این فیلم بازیگرانی همچون نگا چایتانیا، کجال آگاروال، سریرام، سامکشا، کلی دروجی، برامنندام، اعجاز خان، راهول دو و موکش ریشی ایفای نقش کرده‌اند.